# (4646) Kwee
(4646) Kwee es un asteroide perteneciente al cinturón de asteroides, descubierto el 24 de septiembre de 1960 por Cornelis Johannes van Houten en conjunto a su esposa también astrónoma Ingrid van Houten-Groeneveld y el astrónomo Tom Gehrels desde el Observatorio del Monte Palomar, Estados Unidos.

## Designación y nombre
Designado provisionalmente como 4009 P-L. Fue nombrado Kwee en honor al astrónomo 
Kiem Rey Kwee que se encarga de obesrvar estrellas variables, utilizando sus curvas de luz para determinar sus características por medio del programa de Wilson-Devinney.

## Características orbitales
Kwee está situado a una distancia media del Sol de 2,430 ua, pudiendo alejarse hasta 2,893 ua y acercarse hasta 1,968 ua. Su excentricidad es 0,190 y la inclinación orbital 1,908 grados. Emplea 1384 días en completar una órbita alrededor del Sol.

## Características físicas
La magnitud absoluta de Kwee es 14,3.